# Cadeiras na calçada
Cadeiras na calçada é um livro escrito por Telmo Vergara, publicado originalmente em 1936. No mesmo ano, o livro foi vencedor do Prêmio Humberto de Campos, oferecido pela Editora José Olympio.

## Estilo
Nesta obra e em outras, Telmo Vergara faz uso preponderante de uma técnica narrativa denominada fluxo de consciência, que alterna entre dois modos narrativos: um narrador onisciente em terceira pessoa, e um narrador-personagem em primeira pessoa. Os modos são utilizados pelo autor de forma simultânea em um mesmo texto. O fluxo de consciência foi uma técnica marcante de Vergara, já visível em Seu Paulo Convalesce (1934), e desenvolvida posteriormente em Estrada Perdida (1939). Trata-se de uma técnica consagrada por grandes nomes da literatura mundial, como Virginia Woolf, James Joyce e Katherine Mansfield, que começavam a receber traduções para o português a partir da década de 1940.

## Contos
1. Cadeiras na calçada
2. O relógio do tio Tulio
3. Aluga-se
4. Rosa bonita, de jardim
5. Voz angelica, de magnifica efeito
6. O peixe grande do chafariz
7. Caíu um raio na amexeira
8. Janela embaciada